# Букаты, Францишек
Францишек Букаты (Букатый) (пол. Bukaty Franciszek; август 1747, — 15 июня 1797) — польский дипломат XVIII века. Королевский камергер.

## Биография

Герб Помян

Представитель дворянского рода Букаты герба Помян. После подавления восстания Костюшко эмигрировал во Францию.
Дипломат во время правления короля Станислава Августа Понятовского. Сначала служил заместителем посла Речи Посполитой в Лондоне Тадеуша Бужиньского, для чего выучил английский язык, в котором был слаб.
Поверенный в делах Речи Посполитой в Королевстве Великобритания в 1775—1777 и 1788—1789 годах, министр-резидент Речи Посполитой в Королевстве Великобритания в 1777 году, полномочный министр Речи Посполитой в Королевстве Великобритания в 1787, 1793—1795 годах.
Автор исторического труда o восстании, в своих философских взглядах был сторонником польского мессианства, переводчиком и популяризатором философских идей Юзефа Вроньского.

## Награды
- Кавалер Ордена Святого Станислава (1785).
- Кавалер Ордена Белого орла (1792).